# Tronie

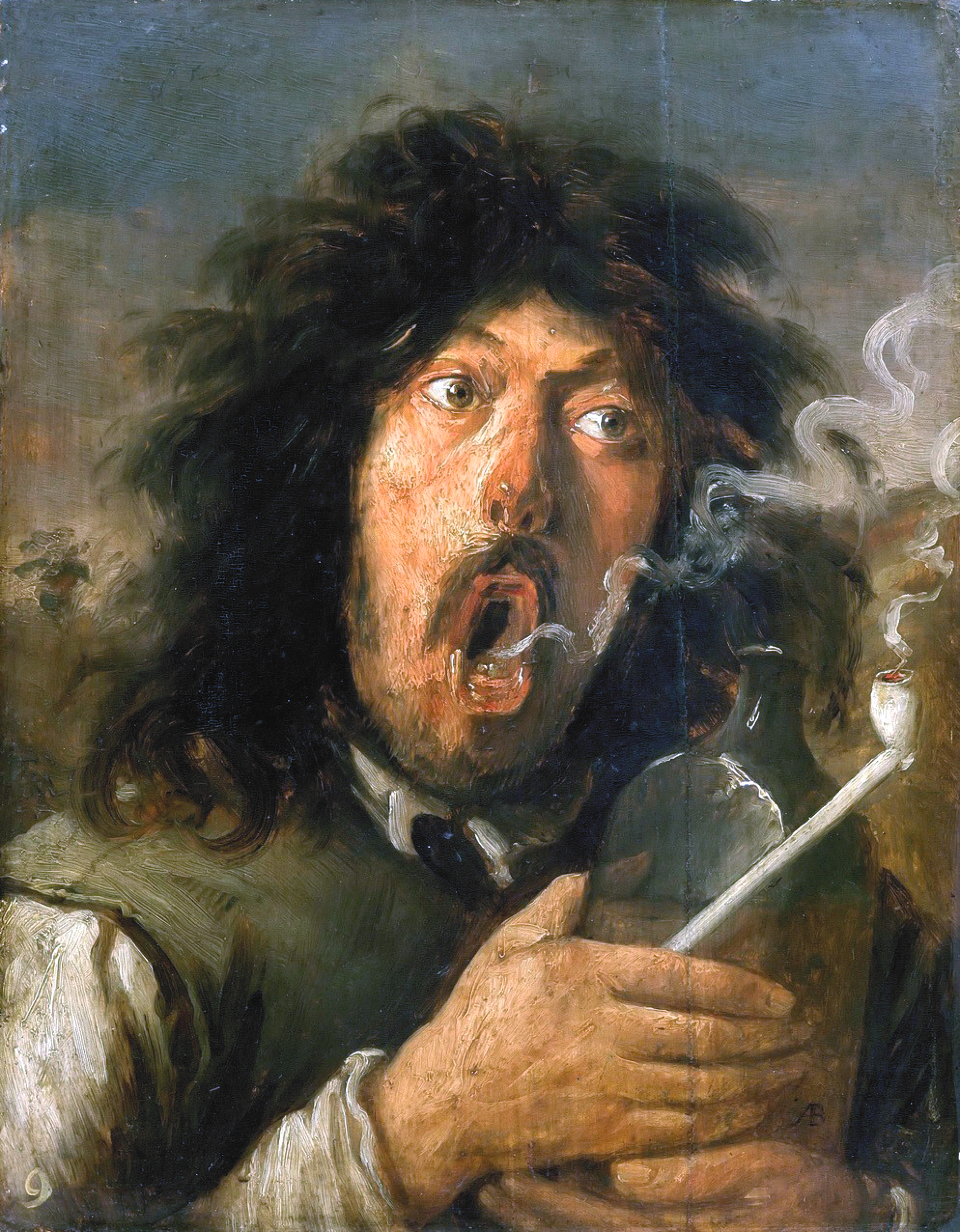
El fumador, de Joos van Craesbeeck

Tronie ("rostro" en neerladés) es la denominación empleada en la historia del arte para referirse a un tipo de obras —común en la pintura holandesa del llamado Siglo de Oro neerlandés y en la pintura barroca flamenca— en las que se representa con gesticulación y expresión facial exageradas a ciertos tipos de personas caracterizadas a menudo con vestimentas exóticas. Estas obras no pretendían ser retratos, sino estudios de expresión, de tipo, de fisonomía o de personalidades interesantes, como un anciano o una mujer joven, el soldado, la pastora, el oriental o una persona de una raza determinada, etcétera.
Se trata de retratos, normalmente de pequeño tamaño y de rasgos más o menos personales, en los que la figura resulta llamativa por la exageración de su expresión facial o por sus bellas facciones, sombrero, etc. Aunque el tronie típico mostraba un retrato de una persona de medio cuerpo o de busto, no solían realizarse con intención retratística, sino más bien para mostrar las dotes artísticas del pintor y su maestría a la hora de captar gestos, grotescos muchas veces, y expresiones inusuales. Por lo tanto, raro es el caso de tronies en los que se conoce el nombre del comitente.
Los tronies transmitían diferentes significados y valores a sus espectadores. Los tronies encarnaban nociones abstractas como la fugacidad de la vida, la juventud y la vejez, pero también podían funcionar como ejemplos positivos o negativos de cualidades humanas, como la sabiduría, la fuerza, la piedad, la locura o la impulsividad.  Estas obras eran muy populares en los Países Bajos y Flandes y se producían como obras independientes para el mercado libre.

## Definición

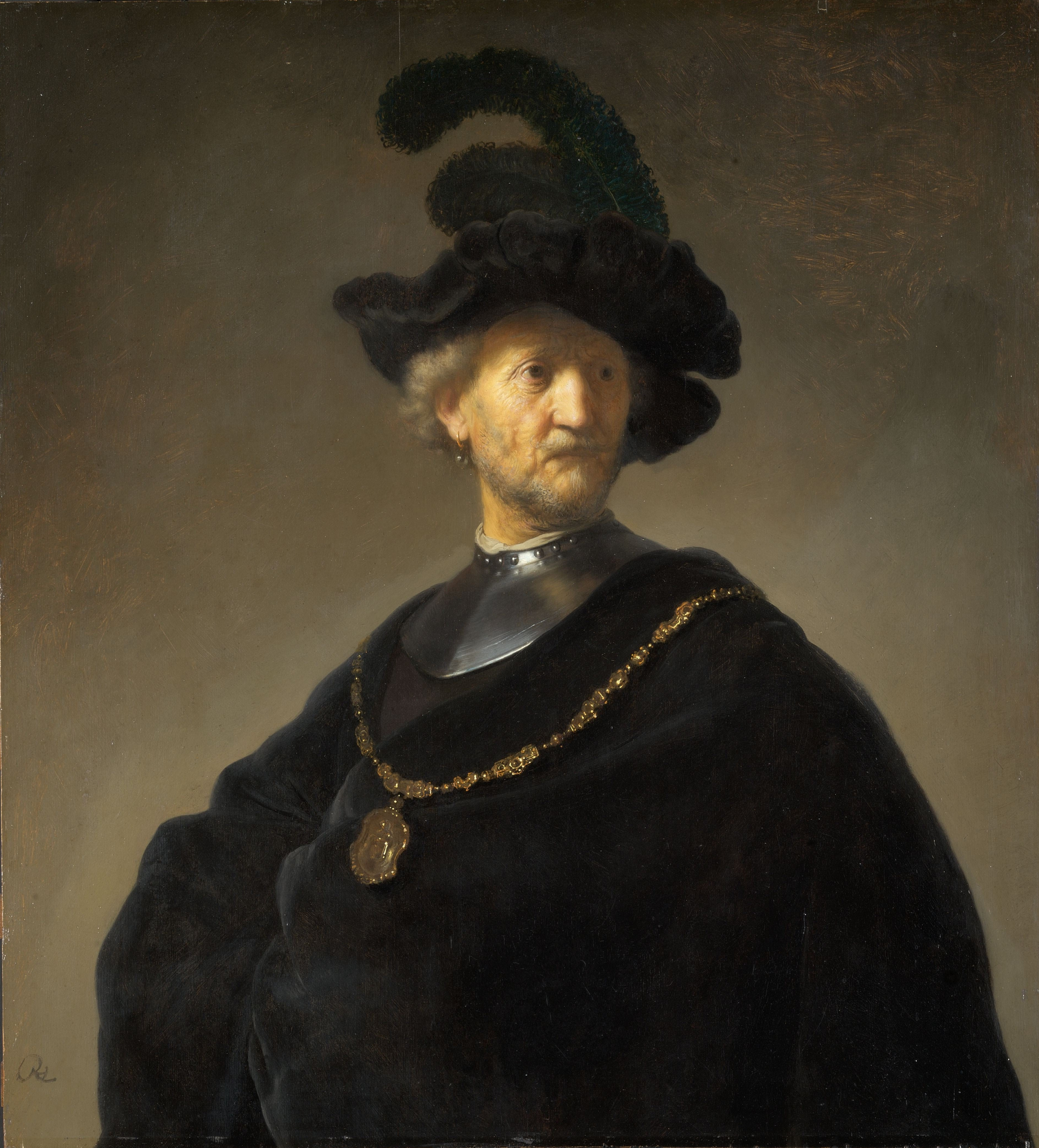
Viejo con cadena de oro, de Rembrandt.

El término tronie no está claramente definido en la literatura histórica del arte. Las fuentes literarias y archivísticas muestran que, en un principio, no siempre se asociaba a personas. Los inventarios a veces se referían a bodegones de flores y frutas como tronies. Más común era el significado de cara o rostro. A menudo, el término se refería a toda la cabeza, incluso a un busto, y en casos excepcionales a todo el cuerpo. Un tronie podía ser bidimensional, pero también de yeso o de piedra. A veces se trataba de la semejanza, la representación de un individuo, incluido el rostro de Dios, Cristo, María, un santo o un ángel. En particular, un tronie denotaba el aspecto característico de la cabeza de un tipo humano, por ejemplo un campesino, un mendigo o un bufón. Tronie significaba entonces tanto una cabeza grotesca como un modelo, por ejemplo el tipo de un anciano feo. Cuando se concibe como el rostro de un individuo y de un tipo, el objetivo del tronie era expresar los sentimientos y el carácter de forma precisa y, por tanto, debía ser muy expresiva.
En el uso histórico del arte moderno, el término tronie se limita normalmente a las figuras que no pretenden representar a una persona identificable, por lo que es una forma de pintura de género en forma de retrato. Los tronies, que suelen consistir en una cabeza o un busto pintados, si se centran en la expresión facial, pero a menudo de medio cuerpo cuando aparecen con un traje exótico, pueden basarse en estudios del natural o utilizar los rasgos de personajes reales. El cuadro solía venderse en el mercado del arte sin identificar al modelo, y no era encargado ni conservado por el modelo, al contrario de la que solía ocurrir con los retratos. A los modelos no identificados tratados como cuadros de historia se les daba normalmente un título procedente del mundo clásico, así ocurre por ejemplo con el cuadro de Rembrandt conocido actualmente como Saskia como Flora.

## Historia
El género se inició en los Países Bajos en el siglo XVI, donde probablemente se inspiró en alguna de las cabezas grotescas dibujadas por Leonardo da Vinci. Leonardo fue pionero en el dibujo de cabezas grotescas emparejadas, en el que dos cabezas, normalmente de perfil, se colocan una frente a otra para acentuar su diversidad. Esta yuxtaposición emparejada también fue adoptada por los artistas de los Países Bajos. Se cree que en 1564 o 1565 Joannes y Lucas van Doetecum grabaron 72 cabezas atribuidas a Pieter Brueghel el Viejo que seguían esta disposición por parejas.

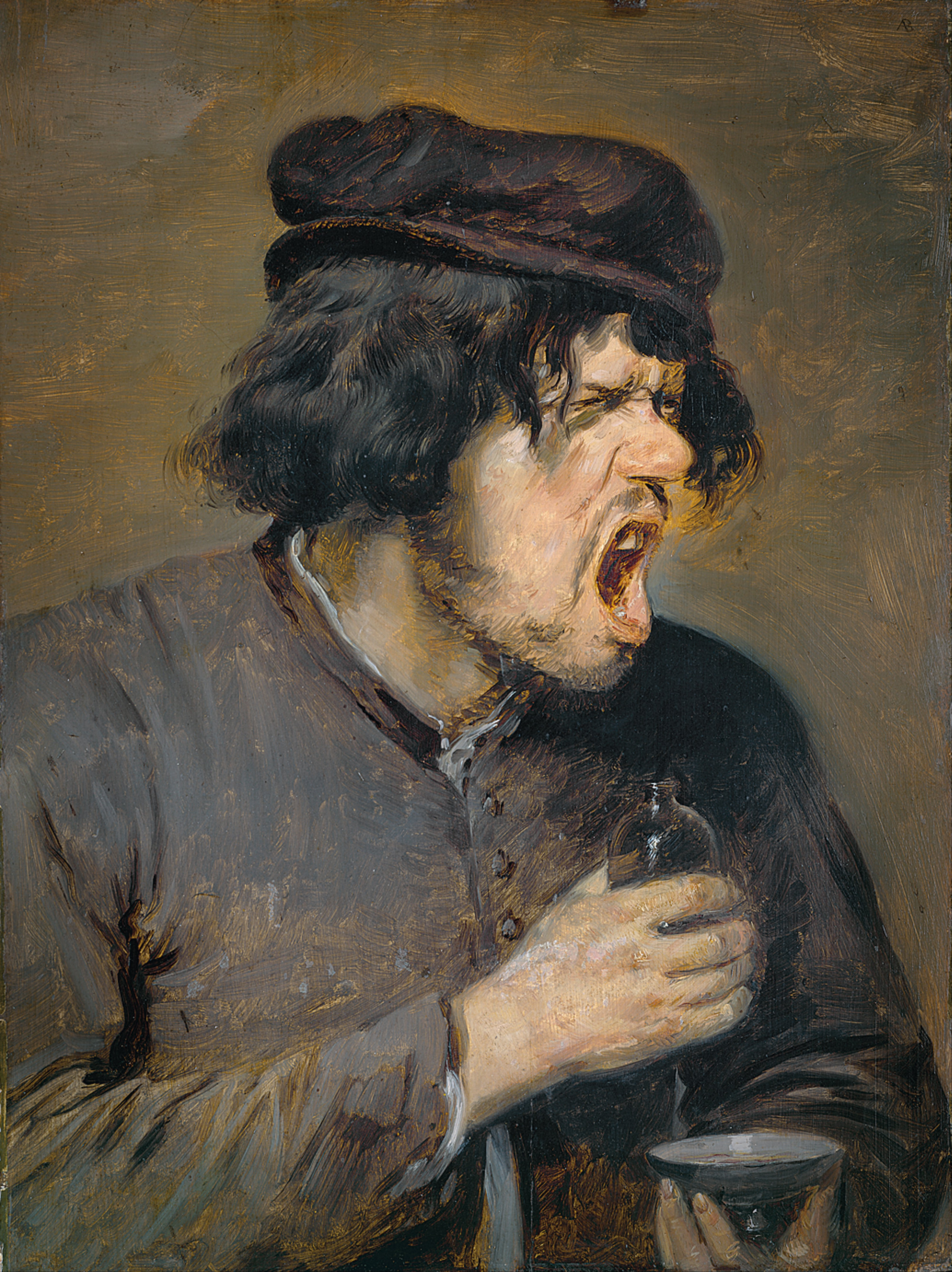
La poción amarga, de Adriaen Brouwer.

Este modelo emparejado seguía siendo utilizado por algunos artistas en el siglo XVII. Por ejemplo, el artista flamenco Jan van de Venne, activo en la primera mitad del siglo XVII, pintó varios tronies en los que se yuxtaponen diferentes rostros.
En el siglo XVI, los pintores creaban tronies que pintaban a partir de modelos vivos para utilizarlos como figuras en grandes cuadros de historia. Muchos artistas hacían colecciones de cabezas de personajes como estudios preparatorios para cuadros, sobre todo de historia. Los característicos estudios de cabezas del pintor flamenco Frans Floris se habían convertido en una forma de realización autoral en 1562. Aunque Floris realizaba los estudios de cabezas tanto para su propio uso como para su empleo por los estudiantes y ayudantes de su taller, es evidente que algunos se crearon también como obras de arte por derecho propio. La pincelada rápida y expresiva de estos traabajos sugiere que pintó algunas cabezas como estudios creativos independientes, y como tal anticipan los tronies del siglo XVII. Estos estudios se convirtieron en objetos de colección para los amantes del arte local. Los estudios de cabezas de Floris atestiguan la cultura artística autoconsciente de Amberes, donde se valoraban más por su autoría que por su valor preparatorio.

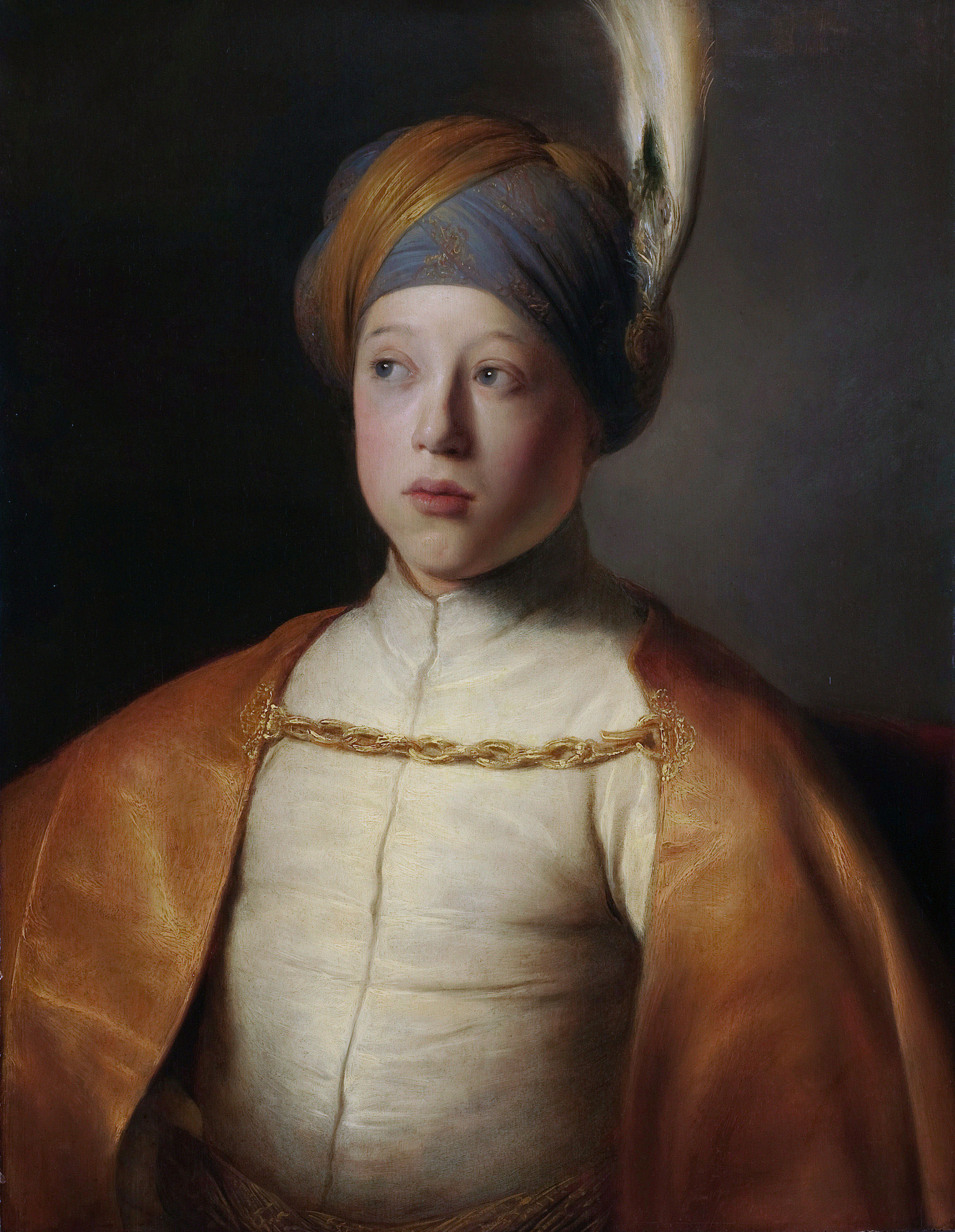
Niño con capa y turbante, de Jan Lievens.

En el siglo XVII, estos estudios de rostros se convirtieron en una forma de arte independiente en Holanda. Entre los precursores artísticos más importantes de los tronies que se produjeron en Leiden y Haarlem en la década de 1620, se encuentran las cabezas de estudio pintadas y dibujadas del siglo XVI y principios del XVII. Fue Jan Lievens quien inició la producción de tronies en Leiden. Partiendo de sus propias pinturas de género y de historia de media figura, Lievens limitó el tema del cuadro a la representación de una cabeza o un busto. Se inspiró en las cabezas de estudio flamencas de maestros como Rubens y Van Dyck. La aparición del tronie como resultado de la reducción de las composiciones de mayor tamaño también fue evidente en la obra de Frans Hals, pintor de Haarlem. Algunos de los tronies de Frans Hals son sus obras más conocidas, como la Gitana. Otros pintores de Haarlem que pintaron tronies son Pieter de Grebber, Adriaen van Ostade y Franchoys Elaut. 
La realización de tronies se extendió y se convirtió en una forma de arte independiente en torno a Rembrandt. En Holanda existía un mercado lucrativo para ellos. Su precio era más bajo que el de otros géneros pictóricos, lo que los ponía al alcance de un público más amplio. Varios grabados de autorretratos de Rembrandt son auténticos tronies, al igual que los retratos de su hijo Titus y su esposa Saskia van Uylenburgh. Tres pinturas de Vermeer fueron descritas como tronies en el catálogo de Dissius de 1696, incluyendo probablemente entre ellas la famosísima La joven de la perla y La joven de la flauta.

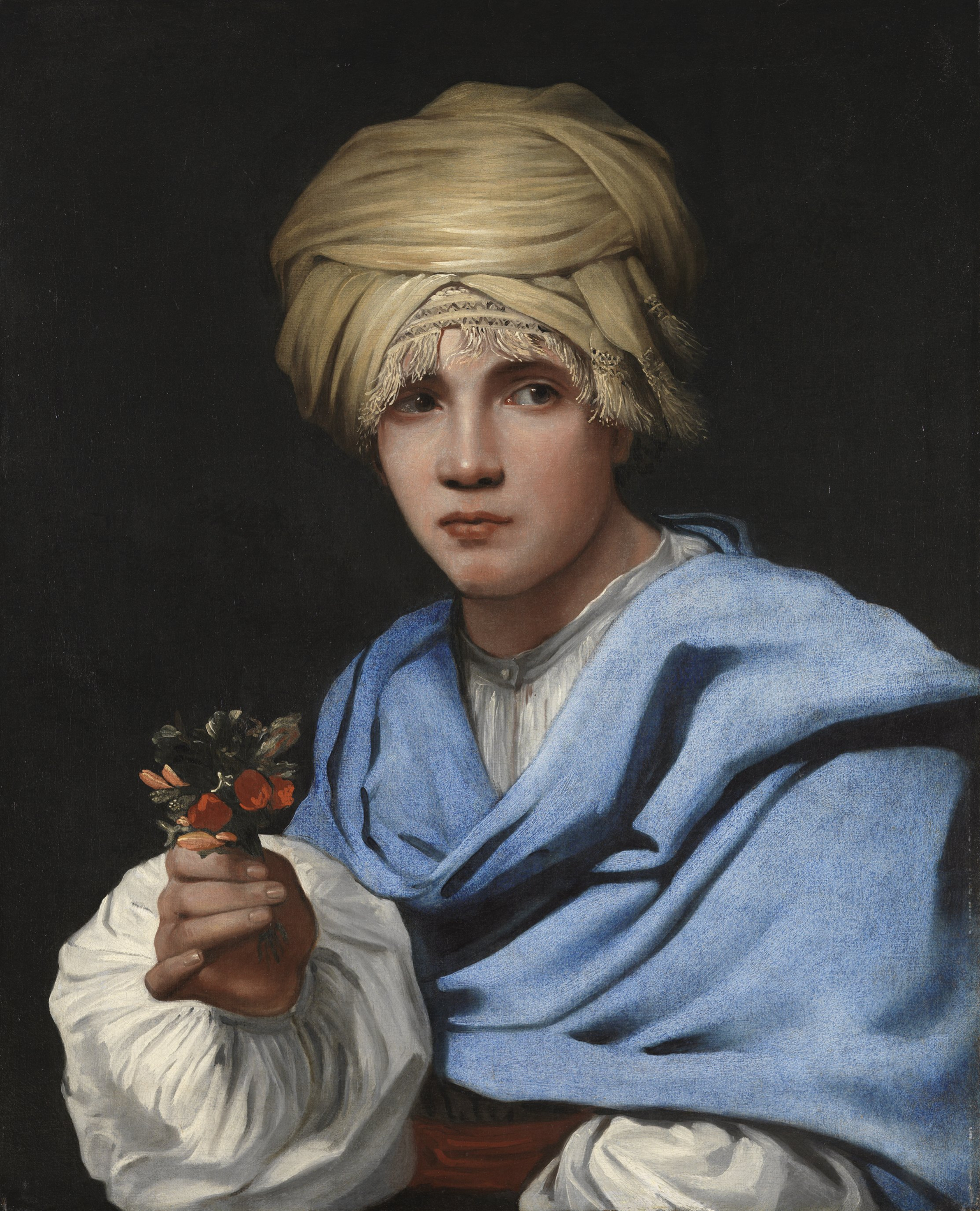
Muchacho con turbante y un ramillete de flores, de Michael Sweerts.

La pintura de tronies como obras de arte independientes era bien conocida por los pintores flamencos. No se puede descartar que el género como forma artística independiente surgiera antes en Flandes que en Holanda. Se sabe que los pintores flamencos Rubens, Van Dyck y Jordaens utilizaron estudios de cabezas pintadas en contextos de trabajo más amplios. Sin embargo, algunas de estas obras también estaban pensadas como estudios expresivos independientes. Ejemplos de artistas flamencos que pintaron tronies son Adriaen Brouwer y Michael Sweerts, que hicieron parte de su carrera en Holanda. Adriaen Brouwer fue un exitoso practicante del género, ya que tenía talento para la expresividad. Su obra dio un rostro a las figuras de clase baja, infundiendo a sus imágenes emociones humanas reconocibles y vívidamente expresadas, como la ira, la alegría, el dolor y el placer. Por ejemplo, La poción amarga (1636/1638, Instituto de arte Städel) muestra a un joven que, evidentemente, acaba de tomar una amarga medicina, pues su rostro contorsionado expresa un profundo y absoluto asco. El cuadro puede representar el sentido del gusto y formar parte de una serie sobre los cinco sentidos.  Sin embargo, el significado alegórico está subordinado a la representación de la reacción física del sujeto ante la desagradable bebida. Michael Sweerts, de Bruselas, probablemente ya había empezado a producir tronies en Flandes. La mayoría de sus tronies son retratos de busto de niñas, niños o jóvenes, más raramente de personas mayores o con prendas exóticas, como el cuadro Muchacho con turbante y ramillete de flores (c. 1656/58, Museo Thyssen-Bornemisza). Se cree que, durante su estancia en Holanda a finales de la década de 1650, sus tronies ayudaron a reavivar el interés de los maestros holandeses por el género y pueden haber inspirado a Vermeer a pintar tronies. El pintor flamenco David Teniers el Joven solía incluir en sus escenas de taberna un tronie clavado en la pared, como en Fumadores y bebedores (1652, Museo del Prado).
Los pintores de tronies acudieron a menudo al tema tradicional de la alegoría de los cinco sentidos y crearon series de tablas que representaban los cinco sentidos. Ejemplos de ello son el retrato de un hombre que se quita con expresión dolorida un trozo de yeso pegado a un brazo, de Lucas Franchoys el Joven, como representación del sentido del tacto, y El fumador, de Joos van Craesbeeck, que representa el gusto.

## Influencia posterior
Se ha señalado su influencia, ya en el siglo XVIII, en los retratos, muy expresivos gestualmente, del pintor francés Joseph Ducreux, y en las "cabezas con carácter" del escultor germano-austríaco Franz Xaver Messerschmidt.

## Galería

Ejemplos de tronies
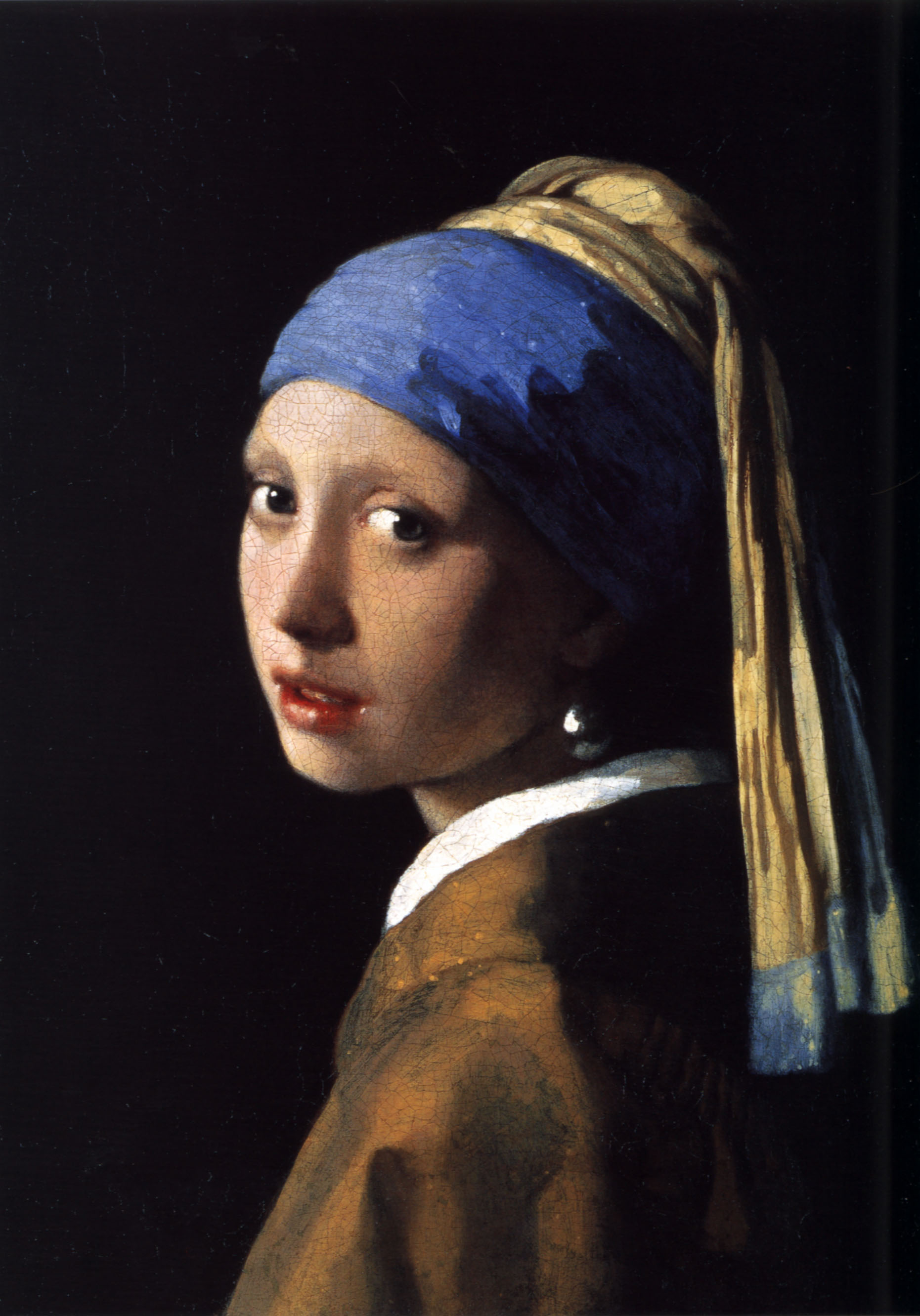
Johannes Vermeer, La joven de la perla
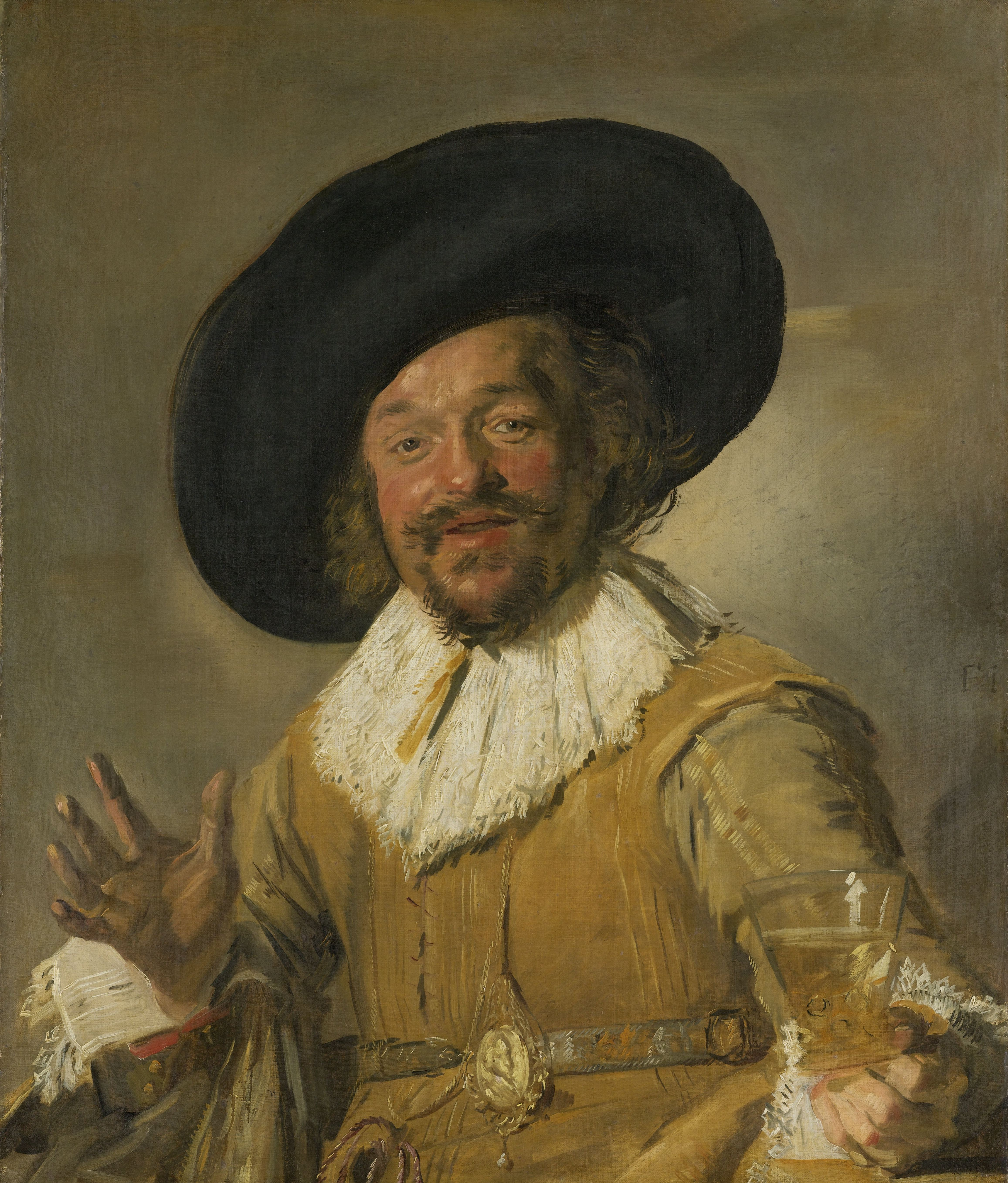
Frans Hals, El bebedor alegre
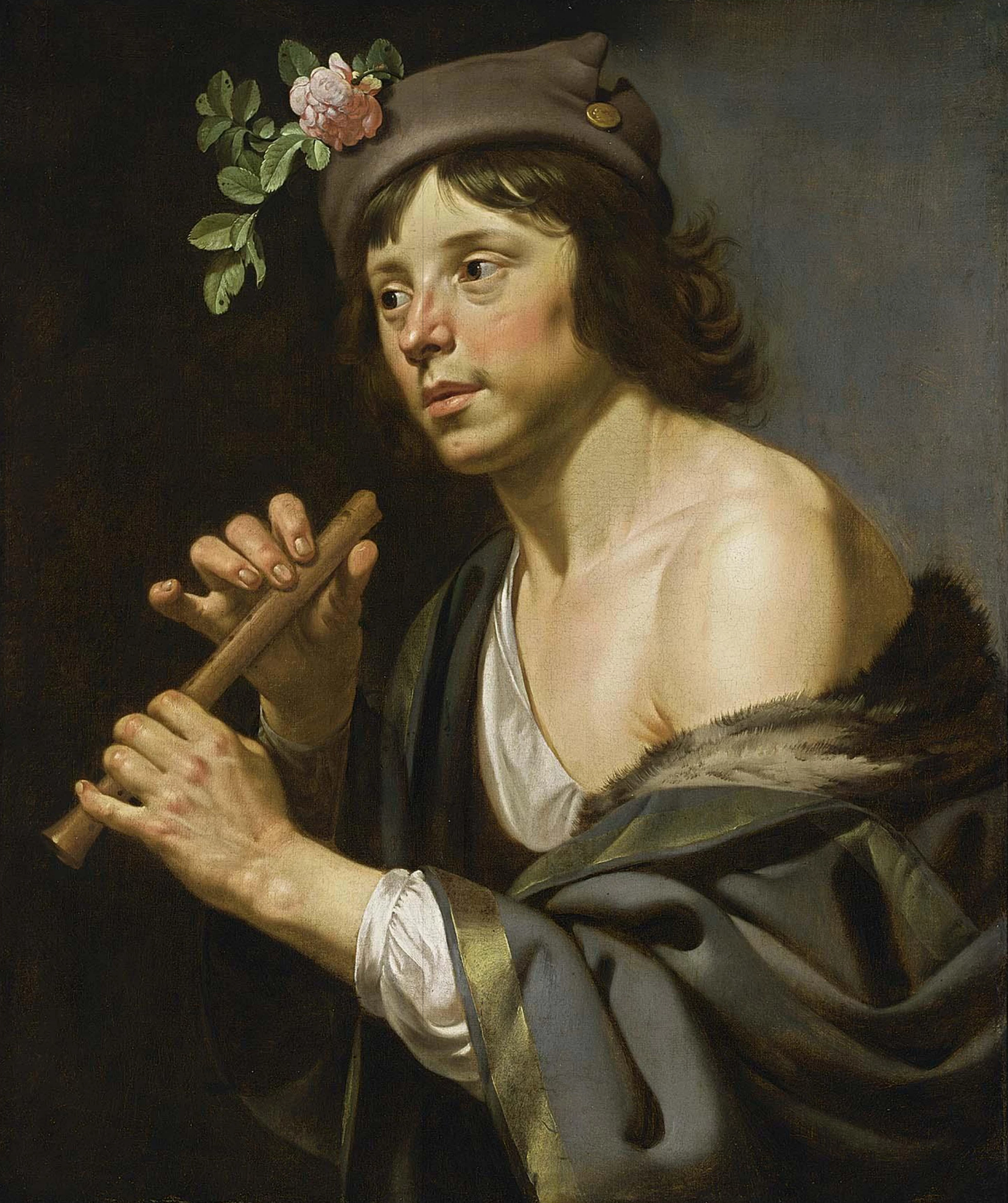
Jan van Bijlert, Pastor con una flauta
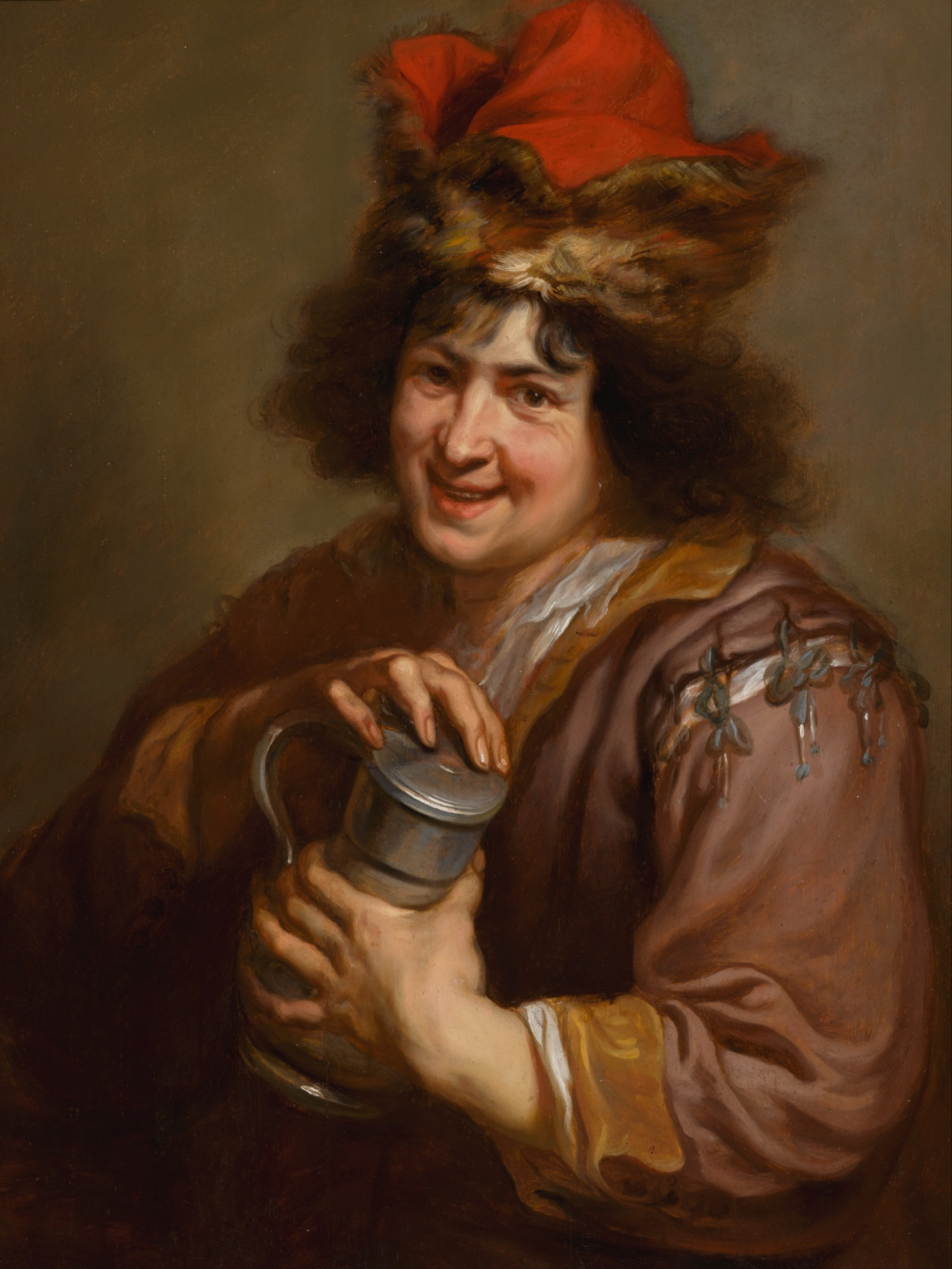
Jan Cossiers, Joven sosteniendo una jarra de cerveza
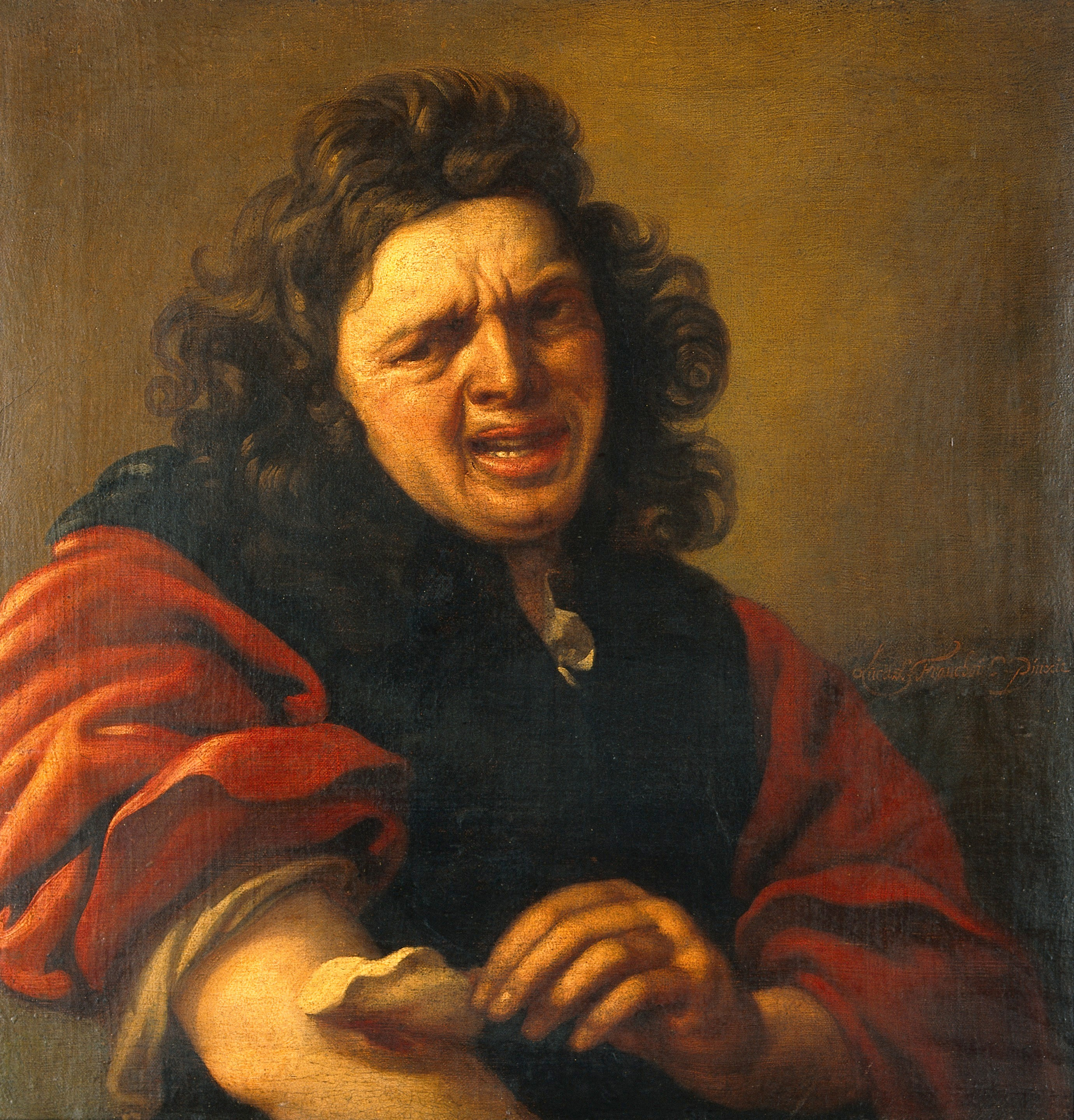
Lucas Franchoys el Joven, Hombre quitándose un yeso (el sentido del tacto)